# Aleucaspis salla
Aleucaspis salla är en insektsart som beskrevs av Sadao Takagi 1977. Aleucaspis salla ingår i släktet Aleucaspis och familjen pansarsköldlöss.
Artens utbredningsområde är Nepal. Inga underarter finns listade i Catalogue of Life.